# Дербенџије
Дербенџије (тур. derbenci: чувар кланца, од перс. derbend: кланац) је био полувојнички ред у Османском царству који је настао због оружаних отпора против турске власти окупираних народа у царству. У XVII и XVIII Турци су за обезбеђивање угрожених путева, на превојима, у теснацима и шумским регионима употребљавали становништво дотичног краја, звано Дербенџије уместо војника који су раније вршили те задатке. Дербенџије су за ту службу уживале повластице. Дербенџија је било у свим југословенским земљама под турском влашћу у којима је саобраћај био ометан.
Чинили су их махом хришћани. Углавном су цела села била дербенџијаска; првобитно их није било много али после им је број порастао нарочито уз Цариградски друм. Крајем 16. и почетком 17. века полако нестају јер се појављују паланке.
Дажбине су им умањене или скроз укинуте. Од времена Мехмеда II ослобођени су одласка у војне походе.